# فرودگاه ملونگوان
فرودگاه ملونگوان (به انگلیسی: Melonguane Airport) یک فرودگاه همگانی با کد یاتا MNA است که یک باند فرود آسفالت دارد و طول باند آن ۱۴۰۰ متر است. این فرودگاه در شهر ملونگوان کشور اندونزی قرار دارد و در ارتفاع ۴٫۳ متری از سطح دریا واقع شده‌است.